# Championnats ibéro-américains d'athlétisme 2024
Navigation
Édition précédente Édition suivante
La 20e édition des Championnats ibéro-américains d'athlétisme se déroule du 10 au 12 mai 2024 à Cuiabá, au Brésil. Les épreuves de semi-marathon se déroulent à Torrevieja.

## Participation
La compétition réunit les athlètes des 23 pays de la zone Ibéro-Amérique, ainsi que l'Espagne, le Portugal et les nations hispanophones et lusophones d'Afrique.
| Amérique centrale et Caraïbes                                                                                  | Amérique du Sud                                                                                       | Europe               | Afrique                         |
| --- | --- | -------------------- | ------------------------------- |
| - Costa Rica - Cuba - Guatemala - Honduras - Mexique - Panama - Porto Rico - République dominicaine - Salvador | - Argentine - Bolivie - Brésil - Chili - Colombie - Équateur - Paraguay - Pérou - Uruguay - Venezuela | - Espagne - Portugal | - Angola - Sao Tomé-et-Principe |

## Podiums

### Hommes
| Épreuves                      | Or                                                                                   | Argent                                                                                      | Bronze                                                                              |
| ----------------------------- | ------------------------------------------------------------------------------------ | ------------------------------------------------------------------------------------------- | ----------------------------------------------------------------------------------- |
| 100 m (Vent : -0,8 m/s)       | Felipe Bardi 10 s 14                                                                 | José González 10 s 25                                                                       | Neiker Abello 10 s 26                                                               |
| 200 m (Vent : +0,2 m/s)       | José González 20 s 27                                                                | Juan Ignacio Ciampitti 20 s 48                                                              | Erik Cardoso 20 s 50                                                                |
| 400 m                         | Elián Larregina 45 s 27                                                              | Omar Elhkatib 45 s 46                                                                       | Anthony Zambrano 46 s 05                                                            |
| 800 m                         | Chamar Chambers 1 min 45 s 27                                                        | Jose Maita 1 min 45 s 55                                                                    | Rafael Muñoz 1 min 46 s 37                                                          |
| 1 500 m                       | Thiago André 3 min 39 s 60                                                           | Víctor Ortiz Rivera 3 min 40 s 65                                                           | Carlos Saez 3 min 41 s 07                                                           |
| 3 000 m                       | David Ninavia Mamani 8 min 5 s 26                                                    | Ignacio Velásquez 8 min 5 s 57                                                              | Pedro Alejandro Marin 8 min 10 s 22                                                 |
| 5 000 m                       | Altobeli da Silva 14 min 27 s 38                                                     | Pedro Alejandro Marin 14 min 27 s 65                                                        | Wendell Geronimo Souza 14 min 27 s 73                                               |
| 10 km (route)                 | Ilias Fifa 29 min 41 s                                                               | Miguel Baidal 30 min 0 s                                                                    | Fabio Jesus Correia 30 min 6 s                                                      |
| 110 m haies (Vent : +2,8 m/s) | Eduardo de Deus 13 s 24 (w)                                                          | Rafael Pereira 13 s 35                                                                      | Kevin Sanchez 13 s 43                                                               |
| 400 mètres haies              | Mikael Antonio de Jesus 49 s 20                                                      | Guillermo Campos 49 s 27                                                                    | Yeral Nuñez 49 s 60                                                                 |
| 3 000 m steeple               | Alejandro Quijada 8 min 36 s 03                                                      | Altobeli da Silva 8 min 37 s 13                                                             | Didier Rodriguez 8 min 39 s 22                                                      |
| 20 km marche                  | Matheus Correa 1 h 23 min 51 s                                                       | Alvaro López 1 h 24 min 32 s                                                                | Luis Henry Campos 1 h 24 min 54 s                                                   |
| 4 × 100 m                     | Brésil Rodrigo do Nascimento Felipe Bardi Erik Cardoso Vinicius Rocha Moraes 39 s 19 | Colombie Neiker Abello Carlos Florez Angulo Oscar Manuel Baltan Jhonny Rentería 39 s 23     | Argentine Daniel Londero Tomas Mondino Juan Ignacio Ciampitti Franco Florio 39 s 85 |
| 4 × 400 m                     | Mexique Edgar Ramírez Valente Mendoza Guillermo Campos Alejandro Díaz 3 min 5 s 73   | Colombie Jhon Perlaza Luis Eduardo Arrieta Manuel Fernando Henao Raúl Palacios 3 min 7 s 09 | Équateur Alan Minda Steeven Salas Katriel Angulo Anderson Marquínez 3 min 8 s 47    |
| Saut en hauteur               | Edgar Rivera 2,20 m                                                                  | Thiago Moura 2,20 m                                                                         | Fernando Ferreira 2,15 m                                                            |
| Saut à la perche              | Aleix Pi 5,45 m                                                                      | Isidro Leyva 5,45 m                                                                         | Lucas Alisson 5,25 m                                                                |
| Saut en longueur              | Emiliano Lasa 7,98 m                                                                 | Arnovis Dalmero 7,97 m                                                                      | Lucas Marcelino Dos Santos 7,91 m                                                   |
| Triple saut                   | Almir dos Santos 17,31 m                                                             | Andy Hechavarría 16,93 m                                                                    | Geiner Moreno 16,54 m                                                               |
| Lancer du poids               | Francisco Belo 20,78 m                                                               | Darlan Romani 20,53 m                                                                       | Welington Morais 20,51 m                                                            |
| Lancer du disque              | Wellinton da Cruz Filho 62,31 m                                                      | Diego Casas 61,91 m                                                                         | Mario Alberto Díaz 61,38 m                                                          |
| Lancer du marteau             | Humberto Mansilla 75,08 m                                                            | Jerome Vega 73,20 m                                                                         | Ronald Mencia Zayas 73,20 m                                                         |
| Lancer du javelot             | Pedro Henrique Rodrigues 85,11 m (AR)                                                | Leandro Ramos 83,09 m                                                                       | Luiz Mauricio Da Silva 82,02 m                                                      |
| Décathlon                     | Andy Preciado 7 913 pts                                                              | Santiago Adolfo Ford 7 892 pts                                                              | Felipe dos Santos 7 547 pts                                                         |

### Femmes
| Épreuves                           | Or | Argent                                                                                                | Bronze                                                                                                 |
| ---------------------------------- | --- | --- | --- |
| 100 m (Vent : +0,6 m/s)            | Gladymar Torres 11 s 21                                                                                         | Vitória Cristina Rosa 11 s 23                                                                         | Ángela Tenorio 11 s 26                                                                                 |
| 200 m (Vent : +0,2 m/s)            | Aimara Nazareno 23 s 07                                                                                         | Gabriela Anahí Suarez 23 s 20                                                                         | Ana Carolina Azevedo 23 s 31                                                                           |
| 400 m                              | Gabby Scott 50 s 99                                                                                             | Anabel Medina 51 s 35                                                                                 | Nicole Caicedo 51 s 65                                                                                 |
| 800 m                              | Berdine Castillo 2 min 0 s 84                                                                                   | Jaqueline Beatriz Weber 2 min 1 s 64                                                                  | Déborah Rodríguez 2 min 3 s 32                                                                         |
| 1 500 m                            | María Pía Fernández 4 min 11 s 75                                                                               | Anita Poma 4 min 12 s 33                                                                              | Alma Delia Cortes 4 min 12 s 36                                                                        |
| 3 000 m                            | Alma Delia Cortes 9 min 9 s 52                                                                                  | Fedra Luna 9 min 12 s 71                                                                              | Carolina Lozano 9 min 17 s 59                                                                          |
| 5 000 m                            | Laura Priego 16 min 13 s 97                                                                                     | Mica Rivera 16 min 14 s 56                                                                            | Carolina Lozano 16 min 16 s 94                                                                         |
| 10 km (route)                      | Mary Zenaida Granja 34 min 20 s                                                                                 | Silvia Patricia Ortiz Morocho 34 min 43 s                                                             | Alicia Berzosa 35 min 4 s                                                                              |
| 100 mètres haies (Vent : +0,2 m/s) | Paola Vasquez 13 s 03                                                                                           | Ketiley Batista 13 s 22                                                                               | Paula Blanquer 13 s 33                                                                                 |
| 400 mètres haies                   | Grace Claxton 55 s 41                                                                                           | Daniela Fra 55 s 73                                                                                   | Chayenne Pereira da Silva 56 s 22                                                                      |
| 3 000 m steeple                    | Tatiane Raquel da Silva 9 min 46 s 25                                                                           | Simone Ferraz 9 min 52 s 93                                                                           | Alondra Negron Texidor 10 min 1 s 19                                                                   |
| 20 km marche                       | Evelyn Inga 1 h 32 min 46 s                                                                                     | Paula Juarez 1 h 34 min 42 s                                                                          | Gabriela de Sousa 1 h 38 min 33 s                                                                      |
| 4 × 100 m                          | Brésil Gabriela Mourao Ana Carolina Azevedo Lorraine Martins Vitória Cristina Rosa 43 s 54                      | Colombie Marleth Ospino Angelica Maria Gamboa Laura Martinez Ibarguen Evelyn Rivera 44 s 34           | Chili Viviana Olivares Maria Ignacia Montt Isidora Jiménez Anais Hernandez 44 s 56                     |
| 4 × 400 m                          | Brésil Anny Caroline de Bassi Maria Victoria de Sena Jainy Suelen dos Santos Barreto Leticia Lima 3 min 30 s 72 | Colombie Rosana Palacios Karla Velez Yenifer Padilla Gonzalez Lina Esther Licona Torres 3 min 33 s 20 | Équateur Virginia Elizabeth Villalba Gabriela Anahí Suarez Evelin Mercado Nicole Caicedo 3 min 33 s 71 |
| Saut en hauteur                    | Valdileia Martins 1,88 m                                                                                        | Marysabel Senyu 1,86 m                                                                                | Maria Isabel Arboleda 1,86 m                                                                           |
| Saut à la perche                   | Robeilys Peinado 4,50 m                                                                                         | Andrea San José 4,35 m                                                                                | Stefany Castillo 4,30 m                                                                                |
| Saut en longueur                   | Natalia Linares 6,82 m                                                                                          | Lissandra Campos 6,53 m                                                                               | Eliane Martins 6,47 m                                                                                  |
| Triple saut                        | Gabriele dos Santos 13,68 m                                                                                     | Regiclécia Candido da Silva 13,23 m                                                                   | Valeria Quispe 13,11 m                                                                                 |
| Lancer du poids                    | Eliana Bandeira 18,30 m                                                                                         | Ivana Gallardo 17,26 m                                                                                | Ana Caroline Silva 17,18 m                                                                             |
| Lancer du disque                   | Izabela da Silva 63,60 m                                                                                        | Andressa de Morais 60,37 m                                                                            | Silinda Morales 58,16 m                                                                                |
| Lancer du marteau                  | Rosa Rodríguez 70,95 m                                                                                          | Ximena Zorrilla 68,47 m                                                                               | Mayra Gaviria 66,92 m                                                                                  |
| Lancer du javelot                  | Flor Ruiz 66,70 m                                                                                               | Jucilene de Lima 62,31 m                                                                              | Manuela Rotundo 61,84 m                                                                                |
| Heptathlon                         | Martha Araujo 6 274 pts                                                                                         | Lilian Borja 5 637 pts                                                                                | Tamara de Souza 5 617 pts                                                                              |

### Mixte
| Épreuves  | Or                                                                                                  | Argent                                                                                     | Bronze                                                                                |
| --------- | --------------------------------------------------------------------------------------------------- | ------------------------------------------------------------------------------------------ | ------------------------------------------------------------------------------------- |
| 4 × 400 m | Brésil Vitor Hugo de Miranda Maria Victoria de Sena Tiago Lemes da Silva Leticia Lima 3 min 17 s 85 | Équateur Alan Minda Virginia Elizabeth Villalba Steeven Salas Evelin Mercado 3 min 23 s 63 | Colombie Esteban Bermudez Nahomy Castro Oscar Santiago Leal Paola Loboa 3 min 25 s 10 |

## Légende
Records et Performances
- AR : Record continental (area record)
- CR : Record des championnats (championship record)
- MR : Record du meeting (meet record)
- NR : Record national (national record)
- OR : Record olympique (olympic record)
- PR : Record paralympique (paralympic record)
- PB : Record personnel (personal best)
- SB : Meilleure performance personnelle de la saison (season's best)
- WL : Meilleure performance mondiale de l'année (world leader)
- WJR : Record du monde junior (world junior record)
- WR : Record du monde (world record)

Circonstances et Conditions
- DNF : N'a pas terminé (did not finish)
- DNS : N'a pas pris le départ (did not start)
- DQ : Disqualification (disqualification)
- NM : Aucun essai valable enregistré (No Mark)
- Q : Qualifié « directement » au prochain tour (ou à la prochaine compétition), lors d'une compétition majeure, grâce au classement ou à la réalisation des minima (automatic qualifier)
- q : Qualifié au prochain tour (ou à la prochaine compétition), lors d'une compétition majeure, grâce au repêchage ou à la réalisation de l'une des meilleures performances parmi celles des « non qualifiés directement » (grâce au meilleur temps ou à la meilleure distance par exemple) (secondary qualifier)